# هارولد جاي كروسبي
هارولد جاي كروسبي (بالإنجليزية: Harold J. Crosby)‏ هو ملحن أمريكي، ولد في 11 فبراير 1886، وتوفي في 18 يناير 1920.

## وصلات خارجية
- هارولد جاي كروسبي على موقع ميوزك برينز (الإنجليزية)